# Genius, Schuster und Marqueur
Genius, Schuster und Marqueur oder Die Pyramieden der Verzauberung ist eine Zauberposse in 3 Aufzügen von Johann Nestroy. Das Stück wurde 1832 verfasst, allerdings zu Nestroys Lebzeiten nicht aufgeführt. Das Thema sowie große Teile des Textes verwendete der Dichter für den Lumpacivagabundus. Noch mehr gilt dies für das 1833 geschriebene und ebenfalls nicht gespielte Werk Der Feenball.

## Inhalt
Tausendschön und Liebesreitz, die Söhne des Feenkönigs Sonnenglanz, weigern sich, Flora und Viola, die Töchter der Fee Kaffeluzia, zu heiraten. Da jedes Jahr auf Befehl der Fee Pantoffeline zwei ledige Männer, die nicht verliebt sind, an die Amazonen ausgeliefert werden müssen, sind diesmal die beiden Prinzen dazu bestimmt worden. Sonnenglanz fragt den einfältigen Wahrsager Sulphurelectrimagneticophosphoratus um Rat, der jedoch nur „Es wird sich machen!“ sagt – der einzige Rat, den er stets weiß; deshalb befiehlt der König dem Genius Lulu, Hilfe zu schaffen. Dieser holt zwei verkrachte Erdenbewohner, Pechberger und Kipfel, mit falschen Versprechungen mitten aus dem Wirtshaus als Ersatzmänner ins Feenreich. Tatsächlich werden die beiden von den Amazonen geholt und in deren Reich als männliche Dienstboten und Kinder„mädchen“ gehalten.
Pechberger: „Das Kindsweib machen, könnt mir g'stohln werden.“
Kipfl: „Der Teufel soll 's Spinnradl hohln.“ (II. Act, 13te Scene)
Inzwischen haben sich die beiden Prinzen doch mit den Feentöchtern verlobt, ihnen aber schon bei der Verlobungsfeier mit Rappeline und Brünette die Treue gebrochen. Von Pantoffeline dabei ertappt, sollen sie in der Zauberpyramide in halb weiße, halb schwarze bzw. kupferfarbene Wesen verwandelt werden. Wieder weiß Lulu Rat, entführt Pechberger und Kipfel aus der Gewalt der Amazonen und schiebt sie neuerlich als Doppelgänger der Prinzen unter. Die Erdenmenschen werden prompt verwandelt, schäkern dennoch mit Lili, Lulus Braut, und mit Milibu, Brünettes Sklavin. Eifersüchtig streitet Lulu mit Lili, die ihm die Flügel stutzt; außerdem erfahren die Verwandelten, dass sie nur durch den Zauberpantoffel erlöst werden können. Beim Versuch, diesen aus dem Zaubergewölbe zu stehlen, werden sie ertappt und in Stein verwandelt. Ein Fluch Pantoffelines an Sonnenglanz weist den einzigen Weg zur Befreiung:
„[…] eh' diese Nacht vergeht, sollen deine Söhne mit ihren Köpfen, den Zauber der Versteinerung von diesen beyden lösen.“
Entsetzt glaubt Sonnenglanz, seine Söhne müssten enthauptet werden, und die beiden Bräute schmieden sofort einen Rettungsplan:
„Bitten und betteln wier so lang, bis ihr z'wider wird, das kann nicht lang dauern.“ (beide Textzitate aus III. Act, 13te Scene)
Aber als sich die beiden Prinzen auf der Flucht an den Steinfiguren die Köpfe blutig stoßen, erfüllen sie den Spruch und alles löst sich in Wohlgefallen auf: Die Prinzen heiraten die Feentöchter, Lulu seine Lili und die beiden Erden-Lumpen kehren zu ihren Frauen zurück, mit dem Versprechen, sich gebessert zu haben.
Pechberger: „Nur einen Wunsch hätt' ich noch, Professor der Astronomie möcht' ich werden.“
Pantoffeline: „Nein Schuster, bleib bey deinem Leisten.“ (III. Act, 17te Scene)

## Werksgeschichte
Die Entstehungszeit des Werkes ist weitgehend unbekannt geblieben. Der schwache Erfolg von Die Zauberreise in die Ritterzeit dürfte entweder Nestroy selbst oder Direktor Carl Carl vom Theater an der Wien zur Nichtaufführung bewogen haben, obwohl das Stück bereits weitgehend abgeschlossen war.
Anlass für dieses Werk war die im Jahre 1832 grassierende Kometenfurcht, ausgelöst durch das Auftauchen des Encke- und des Biela-Kometen. Eine Aufführung zum Erscheinungstermin des Biela-Kometen im September 1832 wäre wahrscheinlich der Plan des Dichters gewesen (siehe auch die Hintergrundinformationen zum berühmten Kometenlied).
Eine direkte Vorlage für das Stück konnte bisher nicht festgestellt werden, einige der verwendeten Motive (das Amazonenreich, das unterirdische Zaubergewölbe, der Genius mit gestutzten Flügeln) waren gängige Motive der zeitgenössischen Zauberpossen.
Otto Rommel reiht das Werk in der Kategorie jener Besserungs- und Zauberstücke ein, „in denen Menschen auf irgendeine Weise in ein komisch-parodistisch behandeltes Geisterreich versetzt werden und da, umgeben von zauberischen Gewalten, die abenteuerlichsten Schicksale erleben“ (Zitat). Dazu zählt er auch Der konfuse Zauberer oder Treue und Flatterhaftigkeit.
Ein eigenhändiges Manuskript Nestroys wurde ursprünglich mit dem (von ihm selbst korrigierten) Titel Genius, Schuster und Marqueur oder [Die Verzauberten im Feenreich] Die Pyramieden der Verzauberung versehen und dann auf den heutigen Titel geändert. Diese Handschrift enthält die Reinschrift des Textes, sowie Überarbeitungen, Streichungen und Korrekturen. Weitere Handschriften Nestroys beinhalten Lulus Auftrittslied und Monolog, eine Handlungsskizze, ein komplettes Szenarium, sowie einige fragmentarische Notizen. Pantoffeline trug im Manuskript noch den Namen Huldine, Kaffeluzia war Seline und Milibu war Mohrenköpfchen.
Partitur ist keine vorhanden, ebenso fehlen Aufführungs- und Rollenabschriften, da das Werk nicht ganz bis zur Bühnenreife fertiggestellt worden war.

## Wiederverwertung
Das Stück wurde zwar nie aufgeführt, diente aber Nestroy selbst als „Fundgrube“ von Textteilen, Couplets und Personen für einige spätere Werke. Folgende Wiederverwertungen konnten von Theaterfachleuten (besonders von Friedrich Walla) festgestellt werden:
- Der Feenball

Ein Thema in Bums Lied (III. Act, 6te Scene) und das Lied der Reserl (III. Act, 2te Scene) entsprechen dem Kometenlied (II. Act, 14te Scene) sowie Lilis Lied (II. Act, 21ste Scene)
- Der böse Geist Lumpacivagabundus

Zwirn entspricht dem Kipfl, Knieriem dem Pechberger, das Kometenlied Knieriems (III. Act, 8te Scene) demjenigen Pechbergers (II. Act, 14te Scene)
- Robert der Teuxel

Die Namen der Wirtshausgäste Nagelberger, Gangelhofer und Kranzelgruber wurden übernommen; einzelne Passagen der Wirtshausszene (I. Act, 1te Scene) entsprechen denjenigen in I. Act, 12te Scene; die Dialoge Bertram–Liserl (II. Act, 7te Scene) und Reimboderl–Liserl (II. Act, 2te Scene) gleichen denen von Sulphurelectrimagneticophosphoratus–Lili (II. Act, 17te Scene) und Lulu–Lili (II. Act, 20te Scene)
- Der Zauberer Sulphurelectrimagneticophosphoratus

Der einfältige Magier Sulphurelectrimagneticophosphoratus wird im Genius bereits auf die Bühne gebracht; die Prüfungsszene Memek–Plumpsack (II. Act, 8te Scene) gleicht der von Sonnenglanz–Sulphurelectrimagneticophosphoratus (I. Act, 8–9te Scene), der Dialog Plumpsack–Nelli (III. Act, 8te Scene) dem von Lulu–Milibu (III. Act, 6te Scene)
- Das Verlobungsfest im Feenreiche

Schladriwuxerls Auftrittslied und Monolog (I. Act, 3te Scene) entspricht denen von Lulu (I. Act, 6te Scene)
- Müller, Kohlenbrenner und Sesseltrager

Das Amazonenreich der Urfassung (I. Act, 13te Scene) gleicht dem Amazonenreich im Genius
- Die Familien Zwirn, Knieriem und Leim

Die Wirtshausszenen (I. Act, 18te Scene) und Knieriems Slibowitz-Lied (I. Act, 19te Scene) sind fast identisch mit den Wirtshausszenen (I. Act, 12te Scene) und Pechbergers Slibowitz-Lied (I. Act, 13te Scene); der Natzl (I. Act, 20ste Scene) entstand aus dem Schusterjungen Natzel (I. Act,14te Scene).